# Modernità

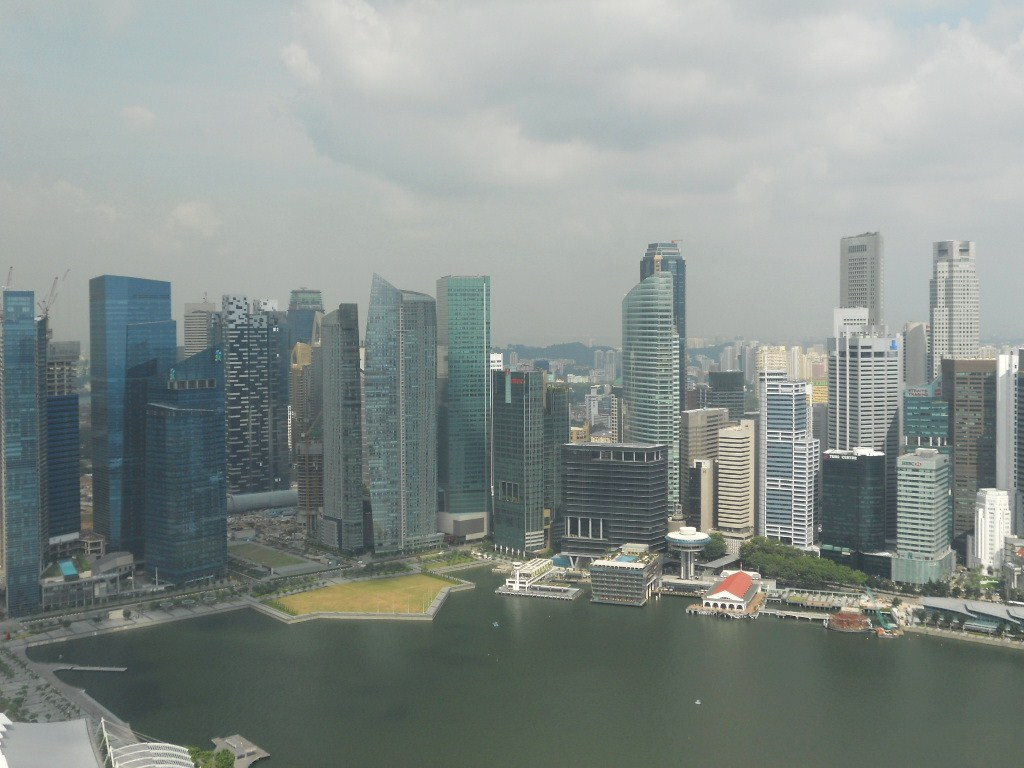
Ambiente di una metropoli caratteristico della modernità.

Il termine modernità (modernité) venne utilizzato per la prima volta dal poeta decadente francese Charles Baudelaire per designare la sfuggevole ed effimera esperienza della vita condotta all'interno della metropoli e della città, e anche la responsabilità che l'arte ha di catturare quell'esperienza e di esprimerla nelle forme più disparate, suggestive ed originali.
Successivamente venne usato per indicare il periodo solitamente indicato dal pensiero sociologico come la crescita di centralità da parte dello stato-nazione (come mette in evidenza Anthony Giddens) e dall'affermarsi della razionalità in molti degli ambiti di vita sociale (si pensi, ad esempio, alla burocrazia di Max Weber). Da quest'ultima, consegue un importante incremento nell'innovazione tecnologica. Si può associare l'inizio della modernità con la seconda rivoluzione industriale e la nascita del positivismo, propositore dei suoi valori materialisti e prettamente scientifici.
A cascata il mutamento sociale si fa più rapido e vede le sue origini in contesti spazio-temporali lontani dagli individui. Ne consegue una situazione di disagio e disorientamento per l'individuo, che perde i punti di riferimento ai quali è storicamente abituato. Alcuni autori sostengono che ciò generi un'epoca successiva alla modernità, definita dal dibattito sociologico in molti modi, tra cui "postmodernità". La sua caratteristica principale è il venir meno dell'idea di progresso che aveva accompagnato la modernità e il disvelarsi dei rischi connessi a questa: si pensi, in tal senso alle implicazioni del fenomeno sociale della globalizzazione, sia sul piano sociale che ambientale.

## Caratteristiche della modernità

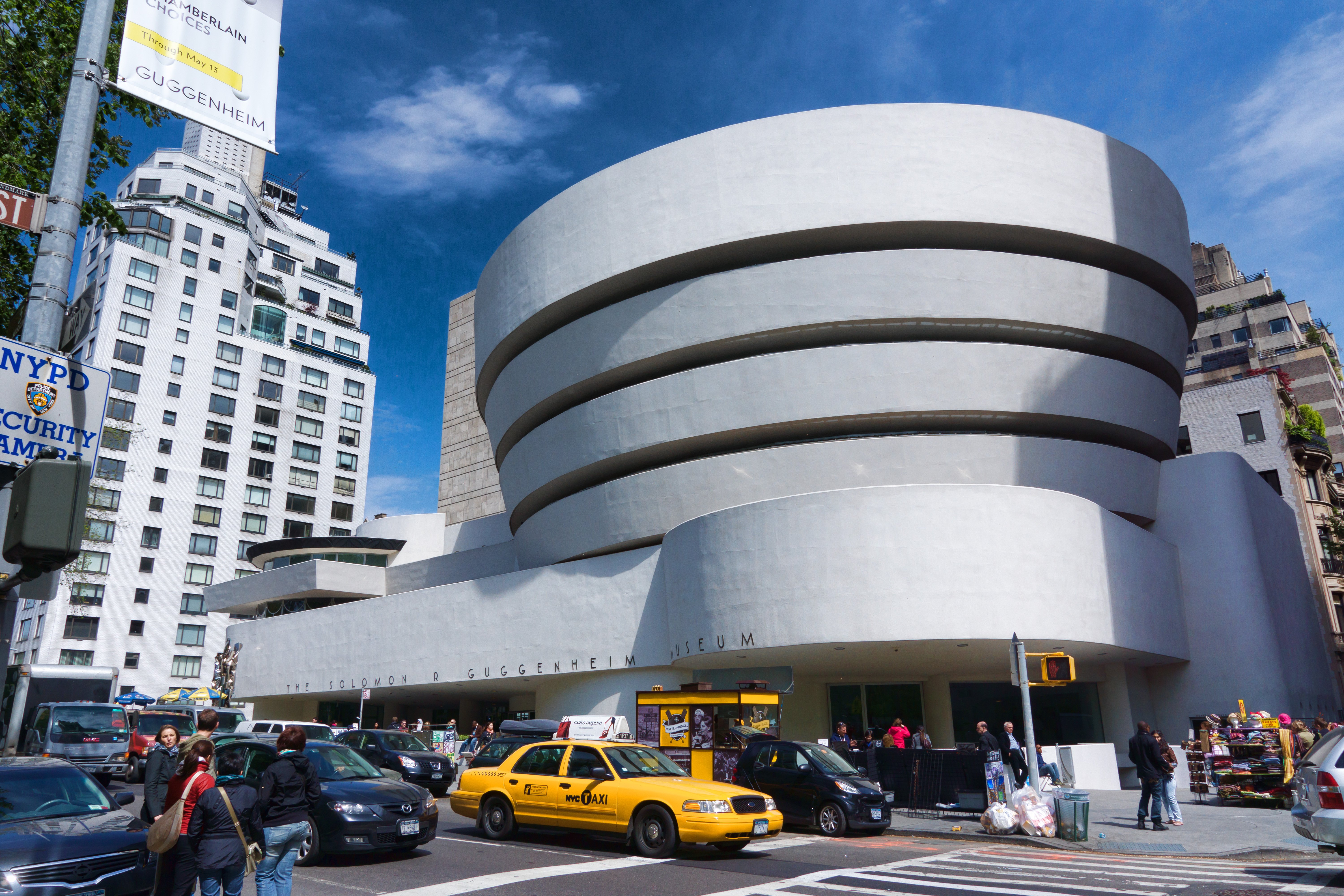
New York City e il Guggenheim Museum.

- Sviluppo dell'Industria: la crescita tecnologica, in seguito alla scoperta dell'energia elettrica, ha concesso una grande innovazione tecnologica, facendo espandere ancora di più l'industria e il diffondersi del capitalismo;
- Diffusione della Sanità: un maggior benessere per tutti e la creazione di uno Stato-Nazione in grado di curarsi della sua popolazione consente l'apertura di ospedali: le nuove scoperte in campo scientifico permettono la fabbricazione e vendita dei primi medicinali;
- Istruzione per tutti: la nuova era industriale necessita di operai con un minimo di alfabetizzazione; inoltre lo Stato, per aumentare la sua influenza e il controllo sociale, ha la possibilità, attraverso la scuola, di trasmettere i suoi valori;
- Provenienza di materie prime da tutto il mondo;
- Aumento di potere della classe borghese;
- Affermarsi della Scienza come unica produzione umana capace di spiegare la realtà (retaggio del Positivismo).
- Eclettismo ed estetismo come prassi di vita. Nascono le figure dell'esteta e del decadente.

## Critiche alla modernità
Fin dall'avvento della modernità vi sono stati alcuni gruppi che hanno espresso giudizio negativo ad alcuni suoi caratteri:
- La Chiesa cattolica temeva che con l'andare del tempo si perdesse il senso di comunità e ha sempre fatto di tutto per preservarlo. In questo senso è stato determinante il Concilio Vaticano II;
- Marx e i socialisti pretesero il miglioramento delle condizioni di una classe subalterna (proletari) contro la classe dominante (borghesi).